# Susana Canales Niaucel
Susana Canales Niaucel (castellà: Susana Canales)  (Madrid, 5 de setembre de 1933 - Madrid, 22 de març de 2021) fou una actriu espanyola.

## Biografia
Filla de l'actor val·lisoletà Ricardo Canales, en esclatar la Guerra civil espanyola va fugir amb la seva família a Amèrica, recalant primer en Veneçuela i des de 1940 a l'Argentina. A Buenos Aires inicia la seva carrera cinematogràfica, amb tan sols deu anys i estrena La dama del alba (1944) d'Alejandro Casona, i La casa de Bernarda Alba (1945), de Federico García Lorca, totes dues amb Margarita Xirgu. Torna a Espanya, on contreu matrimoni amb l'actor Julio Peña el 8 d'abril de 1953. Des d'aquest moment, s'instal·la al seu país natal en el qual els següents anys desenvolupa la seva carrera artística, tant en teatre com en cinema.
Debuta sobre els escenaris madrilenys en 1951 amb l'obra de teatre Veinte y cuarenta, de José López Rubio, dirigida per Cayetano Luca de Tena. No obstant això és en la pantalla gran on collita majors triomfs en la dècada de 1950: Sangre de Castilla (1950), Cielo negro (1951), Así es Madrid (1953), Manicomio (1954), Reto a la vida (1954), Una aventura de Gil Blas (1956) o La muchacha de la plaza de San Pedro (1958).
Allunyada del cinema des de principis de la dècada de 1960, centra des de llavors la seva carrera en teatre i televisió. Sobre les taules estrena entre altres La bella Dorotea (1963), de Miguel Mihura, Un puente sobre el tiempo (1964), d'Adolfo Mendiri o Cuplé (1986), d'Ana Diosdado, a més d'interpretar als clàssics (El villano en su rincón, 1964, de Lope de Vega al Teatro Español)
Present en Televisió espanyola des de mitjan anys 60, va protagonitzar la sèrie Estudio 3 (1964), dirigida per Narciso Ibáñez Serrador i en les següents dues dècades va intervenir tant espais de teatre televisat entre els quals destaca Estudio 1 (amb les obres La vida privada de mamá, 1972 y Ocho mujeres,1973) com a les sèries Historias de Juan Español (1972), Turno de oficio (1986) o Miguel Servet, la sangre y la ceniza (1989). A més protagonitzà la sèrie La familia Colón (1967), junt al també argentí Fernando Siro.
Ja en els 80, va compaginar aquestes labors amb el món de la ràdio (protagonitzant la radionovel·la Sin tiempo para amar (1982), a Radio España) i el doblatge (ALF).
Allunyada de la interpretació des de principis de la dècada de 1990, només interromp el seu retir per a intervenir en el muntatge de l'obra Aprobado en castidad (2001), d'Ibáñez Serrador.

## Premis
A l'edició de 1951 de les medalles del Cercle d'Escriptors Cinematogràfics va rebre un premi especial a la millor actriu per la seva interpretació a Cielo negro.

## Filmografia
- La mujer de tu prójimo (1966)
- Alféreces provisionales (1964) ...Susana
- El noveno mandamiento (1963)
- Los mercenarios (1961) ...Katia
- Punto y banca o Patricia mía (1961)
- El capitán Jones (1959) ...Marie Antoinette
- Fantasmi e ladri (1959) ...Silvia
- Perfide ma belle (1959) ...Lauretta
- Familia provisional (1959)
- La muchacha de la Plaza de San Pedro (1958) ...Lucia Conforti
- Historia de un joven pobre (1958) ...Margherita
- El conde Max (1957) ... Lauretta Campo
- El anónimo (1957)
- Retorno a la verdad (1956)
- Una aventura de Gil Blas (1956) ...Doña Caldera Mencia
- La hermana Alegría (1955)
- Rapto en la ciudad (1955)
- Manicomio (1954)
- Reto a la vida (1954) ...Marta Correa
- Así es Madrid (1953) ...Eulalia
- Amaya (1952)
- Cielo negro (1951)
- Mary tuvo la culpa (1950)
- El ladrón canta boleros (1950)
- Sangre de Castilla (1950)
- Un pecado por mes (1949)
- La hostería del caballito blanco (1948)
- La locura de don Juan (1948) ...Rosita
- Con el diablo en el cuerpo (1947)
- Albéniz (1947)
- Vacaciones (1947)
- Dieciséis años (1943)
- Concierto de almas (1942)